# Anneau brisé
 (avril 2015).
Si vous disposez d'ouvrages ou d'articles de référence ou si vous connaissez des sites web de qualité traitant du thème abordé ici, merci de compléter l'article en donnant les références utiles à sa vérifiabilité et en les liant à la section « Notes et références ».

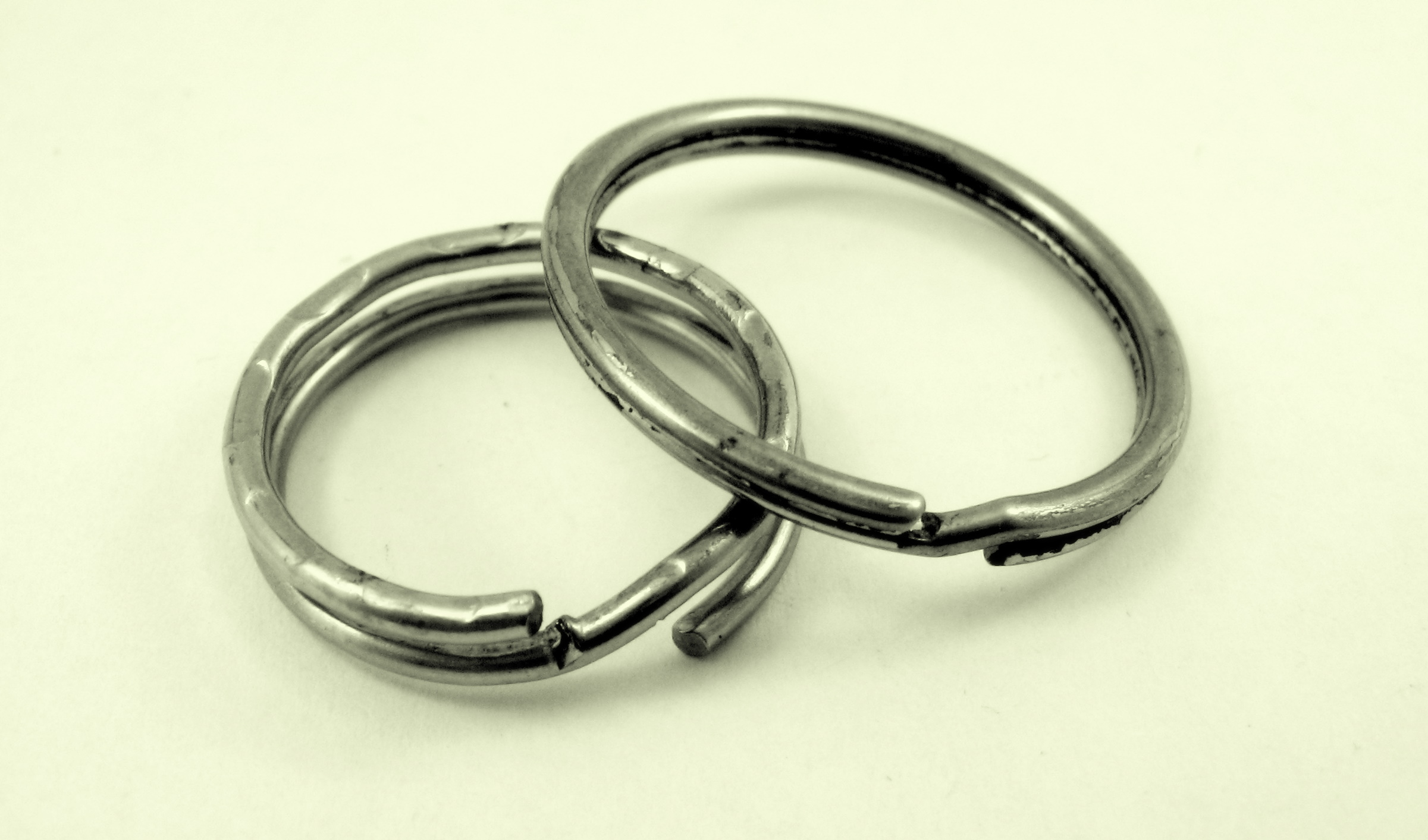
Deux anneaux brisés.

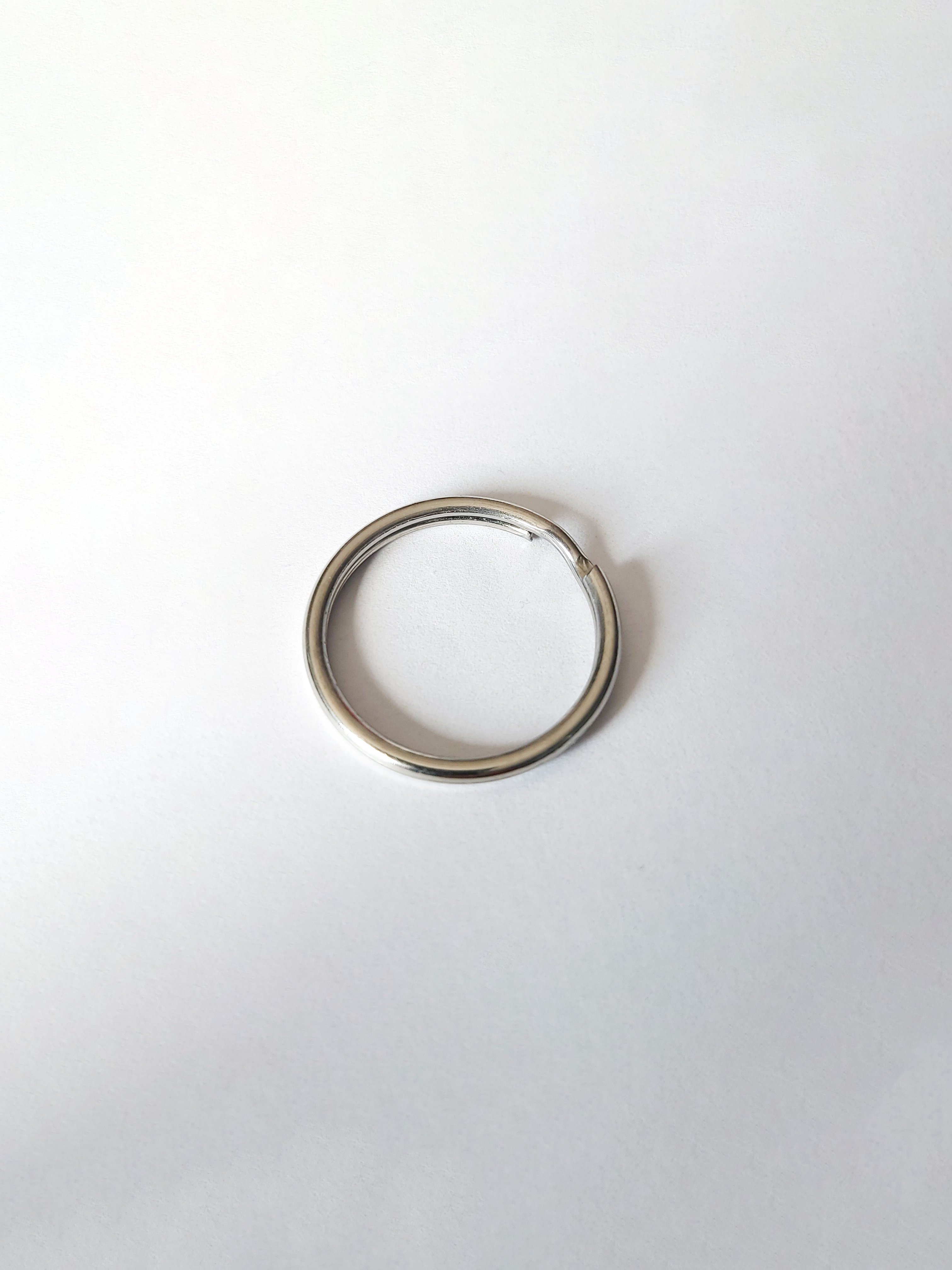
Anneau brisé sur fond blanc.

Un anneau brisé est un anneau ouvert enroulé sur plusieurs spires.

Il est assimilable à un ressort hélicoïdal de traction mais est utilisé pour ses propriétés mécaniques radiales (le ressort de traction est utilisé pour ses propriétés axiales).

## Utilisation
Il est utilisé communément pour regrouper des clés sur un porte-clefs.
Il est aussi utilisé en pêche et en voile.